# Trichosanthes okamotoi
Trichosanthes okamotoi är en gurkväxtart som beskrevs av Kitamura. Trichosanthes okamotoi ingår i släktet Trichosanthes och familjen gurkväxter. Inga underarter finns listade i Catalogue of Life.